# Spragueville, Iowa
Spragueville là một thành phố thuộc quận Jackson, tiểu bang Iowa, Hoa Kỳ. Năm 2010, dân số của thành phố này là 81 người.

## Dân số
Dân số qua các năm:
- Năm 2000: 89 người.
- Năm 2010: 81 người.